# Batalla de Calcinato
La batalla de Calcinato  es va lliurar en el marc de la guerra de successió espanyola a la rodalia de Calcinato, Itàlia, el 19 d'abril de 1706, entre les tropes franco-espanyoles del mariscal Vendôme (41.000 homes) i les austríaques del general Reventlow (19.000 homes). La victòria va correspondre al bàndol franco-espanyol.

## Preludi
El 1706, a Itàlia hi havia dos disputes obertes: La lluita pel Piemont i la lluita entre les tropes franceses de Llombardia i el II exèrcit austríac que es va unir a Victor Amadeu i Starhemberg al Piemont. Aquest últim exèrcit, rebutjat per Vendome en el combat de Cassano, s'havia retirat a Brescia i el llac Garda. Vendome el va seguir i es va establir prop de Castiglione i Màntua.

## Batalla
L'abril de 1706, aprofitant l'absència d'Eugeni de Savoia, Vendome va atacar el campament imperial de Montechiaro-Calcinato. La seva intenció era sorprendre mitjançant una marxa nocturna el lloc de Ponte San Marco en el flanc esquerre, però a trenc d'alba descobrir que podia atacar el flanc esquerre del seu enemic sense que el flanc dret pogués intervenir. Les seves avantguardes van trencar les defenses imperials i empènyer les restes del seu exèrcit cap a les muntanyes, on el Príncep Eugeni va tenir la major dificultat per reorganitzar de nou.

## Conseqüències
Els franco-espanyols amb prou feines van tenir 500 baixes, mentre que les pèrdues austríaques van arribar a 6.000 homes. Fins a mitjans de juny, Vendome desbaratar tots els intents del Príncep Eugeni de penetrar al Piemont. Però aquest mes Vendome va ser traslladat amb el seu exèrcit a Flandes com a reforç a causa de l'estrepitosa derrota de Ramillies. En conseqüència, la posició francesa a Itàlia es va debilitar, ia finals de l'any els francesos van ser expulsats d'Itàlia.